# Hucho taimen
Hucho taimen, ou taimen siberiano, é um salmão do gênero Hucho.

## Distribuição
O taimen siberiano ocorre na Europa e na Ásia, incluindo partes das drenagens do Cáspio e do Ártico na Eurásia e porções da drenagem do Pacífico na Mongólia, Rússia e China.
Ele ocorre exclusivamente em água doce fria, predominantemente em rios e riachos de correnteza rápida. Eles são conhecidos por ocorrer em altitudes acima de 1.500 m e em rios costeiros próximos ao nível do mar.

## Descrição
Antes da desova, o taimen tem um visual diferenciado: o dorso torna-se aveludado acastanhado e as barbatanas ventrais e anais, bem como a parte inferior do pedúnculo caudal, ficam vermelho-alaranjadas.

## Hábitos
Essa espécie tem crescimento rápido mas amadurece relativamente tarde. Ela cresce até mais de 2 m e pode viver até 30 anos, mas o tempo de geração estimado é de cerca de 17 anos para uma população selvagem (não de criadouros).
O taimen siberiano atinge a maturidade sexual com aproximadamente 5 a 7 anos de idade, com um tamanho de 60 a 70 centímetros. Dependendo do tamanho do peixe, as fêmeas produzem de 4.000 a 30.000 ovos.

## Importância econômica
O taimen siberiano é um peixe abundantemente cultivado na China desde 2003, por seu rápido crescimento, qualidade e valor nutricional. Foi por meio do cultivo que se descobriu que a temperatura é um fator importante para essa espécie e sua sobrevivência. A faixa de temperatura ideal é entre 15º e 18º C; caso seja superior, os peixes se recusam a se alimentar, e a taxa de crescimento diminui ao longo que a temperatura aumenta; a certo ponto, o animal pode morrer por estresse térmico.

## Conservação
Nas últimas décadas, essa espécie tem diminuído significativamente por conta de sobre-pesca e poluição de habitat. É mencionada na lista vermelha de espécies ameaçadas da China (desde 1998), Rússia e Mongólia.